# Campeonato de Basquetebol Feminino da NCAA - Divisão I
A Primeira divisão feminina do NCAA Basketball Championship é um torneio de basquete universitário feminino organizado pela National Collegiate Athletic Association (NCAA) nos Estados Unidos da América.

## Finais
| Ano  | Vencedor                      | Placar                      | Adversário                    | Local                                                       | Outros Finalistas                      |
| ---- | ----------------------------- | --------------------------- | ----------------------------- | ----------------------------------------------------------- | -------------------------------------- |
| 1982 | Louisiana Tech Lady Techsters | 76-62                       | Cheyney Wolves                | Norfolk Scope (Norfolk, Virgínia)                           | Tennessee & Maryland                   |
| 1983 | USC Trojans                   | 69-67                       | Louisiana Tech Lady Techsters | Norfolk Scope (Norfolk, Virgínia)                           | Old Dominion & Georgia                 |
| 1984 | USC Trojans                   | 72-61                       | Tennessee Lady Volunteers     | Pauley Pavilion (Los Angeles, Califórnia)                   | Cheyney State & Louisiana Tech         |
| 1985 | Old Dominion Lady Monarchs    | 70-65                       | Georgia Lady Bulldogs         | Frank Erwin Center (Austin, Texas)                          | Western Kentucky & Northeast Louisiana |
| 1986 | Texas Longhorns               | 97-81                       | USC Trojans                   | Rupp Arena (Lexington, Kentucky)                            | Western Kentucky & Tennessee           |
| 1987 | Tennessee Lady Volunteers     | 67-44                       | Louisiana Tech Lady Techsters | Frank Erwin Center (Austin, Texas)                          | Texas & Long Beach State               |
| 1988 | Louisiana Tech Lady Techsters | 56-54                       | Auburn Tigers                 | Tacoma Dome (Tacoma, Washington)                            | Long Beach State & Tennessee           |
| 1989 | Tennessee Lady Volunteers     | 76-70                       | Auburn Tigers                 | Tacoma Dome (Tacoma, Washington)                            | Louisiana Tech & Maryland              |
| 1990 | Stanford Cardinal             | 88-81                       | Auburn Tigers                 | Thompson–Boling Arena (Knoxville, Tennessee)                | Virginia & Louisiana Tech              |
| 1991 | Tennessee Lady Volunteers     | 70-67 (p)                   | Virginia Cavaliers            | Lakefront Arena (Nova Orleans, Louisiana)                   | UConn & Stanford                       |
| 1992 | Stanford Cardinal             | 78-62                       | Western Kentucky Lady Toppers | Los Angeles Memorial Sports Arena (Los Angeles, Califórnia) | Southwest Missouri State & Virginia    |
| 1993 | Texas Tech Lady Raiders       | 84-82                       | Ohio State Buckeyes           | Omni Coliseum (Atlanta, Geórgia)                            | Iowa & Vanderbilt                      |
| 1994 | North Carolina Tar Heels      | 60-59                       | Louisiana Tech                | Richmond Coliseum (Richmond, Virgínia)                      | Purdue & Alabama                       |
| 1995 | UConn Huskies                 | 70-64                       | Tennessee Lady Volunteers     | Target Center (Minneapolis, Minnesota)                      | Stanford & Georgia                     |
| 1996 | Tennessee Lady Volunteers     | 83-65                       | Georgia Lady Bulldogs         | Charlotte Coliseum (Charlotte, Carolina do Norte)           | UConn & Stanford                       |
| 1997 | Tennessee Lady Volunteers     | 68-59                       | Old Dominion Lady Monarchs    | Riverfront Coliseum (Cincinnati, Ohio)                      | Notre Dame & Stanford                  |
| 1998 | Tennessee Lady Volunteers     | 93-75                       | Louisiana Tech Lady Techsters | Kemper Arena (Kansas City, Missouri)                        | Arkansas & NC State                    |
| 1999 | Purdue Boilermakers           | 62-45                       | Duke Blue Devils              | San Jose Arena (São José, Califórnia)                       | Louisiana Tech & Georgia               |
| 2000 | UConn Huskies                 | 71-52                       | Tennessee Lady Volunteers     | First Union Center (Filadélfia, Pensilvânia)                | Rutgers & Penn State                   |
| 2001 | Notre Dame Fighting Irish     | 68-66                       | Purdue Boilermakers           | Savvis Center (St. Louis, Missouri)                         | Connecticut & SW Missouri St           |
| 2002 | UConn Huskies                 | 82-70                       | Oklahoma Sooners              | Alamodome (San Antonio, Texas)                              | Tennessee & Duke                       |
| 2003 | UConn Huskies                 | 73-68                       | Tennessee Lady Volunteers     | Georgia Dome (Atlanta, Geórgia)                             | Texas & Duke                           |
| 2004 | UConn Huskies                 | 70-61                       | Tennessee Lady Volunteers     | New Orleans Arena (Nova Orleans, Louisiana)                 | Minnesota & LSU                        |
| 2005 | Baylor Lady Bears             | 84-62                       | Michigan State Spartans       | RCA Dome (Indianápolis, Indiana)                            | LSU & Tennessee                        |
| 2006 | Maryland Terrapins            | 78-75 (p)                   | Duke Blue Devils              | TD Garden (Boston, Massachusetts)                           | North Carolina & LSU                   |
| 2007 | Tennessee Lady Volunteers     | 59-46                       | Rutgers Scarlet Knights       | Quicken Loans Arena (Cleveland, Ohio)                       | North Carolina & LSU                   |
| 2008 | Tennessee Lady Volunteers     | 64-48                       | Stanford Cardinal             | St. Pete Times Forum (Tampa, Flórida)                       | LSU & UConn                            |
| 2009 | UConn Huskies                 | 76-54                       | Louisville Cardinals          | Scottrade Center (St. Louis, Missouri)                      | Stanford & Oklahoma                    |
| 2010 | UConn Huskies                 | 53-47                       | Stanford Cardinal             | Alamodome (San Antonio, Texas)                              | Baylor & Oklahoma                      |
| 2011 | Texas A&M Aggies              | 76-70                       | Notre Dame Fighting Irish     | Conseco Fieldhouse (Indianápolis, Indiana)                  | UConn & Stanford                       |
| 2012 | Baylor Lady Bears             | 80-61                       | Notre Dame Fighting Irish     | Pepsi Center (Denver, Colorado)                             | Stanford & UConn                       |
| 2013 | UConn Huskies                 | 93-60                       | Louisville Cardinals          | New Orleans Arena (Nova Orleans, Louisiana)                 | Notre Dame & California                |
| 2014 | UConn Huskies                 | 79-58                       | Notre Dame Fighting Irish     | Bridgestone Arena (Nashville, Tennessee)                    | Stanford & Maryland                    |
| 2015 | UConn Huskies                 | 63-53                       | Notre Dame Fighting Irish     | Amalie Arena (Tampa, Flórida)                               | South Carolina & Maryland              |
| 2016 | UConn Huskies                 | 82-51                       | Syracuse Orange               | Bankers Life Fieldhouse (Indianápolis, Indiana)             | Oregon State & Washington              |
| 2017 | South Carolina Gamecocks      | 67-55                       | Mississippi State Bulldogs    | American Airlines Center (Dallas, Texas)                    | UConn & Stanford                       |
| 2018 | Notre Dame Fighting Irish     | 61-58                       | Mississippi State Bulldogs    | Nationwide Arena (Columbus, Ohio)                           | UConn & Louisville                     |
| 2019 | Baylor Lady Bears             | 82-81                       | Notre Dame Fighting Irish     | Amalie Arena (Tampa)                                        | UConn & Oregon                         |
| 2020 | Cancelado devido a COVID-19   | Cancelado devido a COVID-19 | Cancelado devido a COVID-19   | Smoothie King Center (Nova Orleans)                         |                                        |
| 2021 | Stanford Cardinal             | 54-53                       | Arizona Wildcats              | Alamodome (San Antonio)                                     | UConn & South Carolina                 |
| 2022 | South Carolina Gamecocks      | 64-49                       | UConn Huskies                 | Target Center (Minneapolis)                                 | Louisville & Stanford                  |
| 2023 | LSU Tigers                    | 102-85                      | Iowa Hawkeyes                 | American Airlines Center (Dallas)                           | South Carolina & Virginia Tech         |
| 2024 | South Carolina Gamecocks      | 87-75                       | Iowa Hawkeyes                 | Rocket Mortgage FieldHouse (Cleveland)                      | NC State & UConn                       |
| 2025 | UConn Huskies                 | 82-59                       | South Carolina Gamecocks      | Amalie Arena (Tampa)                                        | Texas & UCLA                           |

### Títulos da NCAA por universidade
| Vitórias | Universidade   | Títulos                                                                |
| -------- | -------------- | ---------------------------------------------------------------------- |
| 12       | UConn          | 1995, 2000, 2002, 2003, 2004, 2009, 2010, 2013, 2014, 2015, 2016, 2025 |
| 8        | Tennessee      | 1987, 1989, 1991, 1996, 1997, 1998, 2007, 2008                         |
| 3        | South Carolina | 2017, 2022, 2024                                                       |
| 3        | Stanford       | 1991, 1992, 2021                                                       |
| 3        | Baylor         | 2005, 2012, 2019                                                       |
| 2        | Louisiana Tech | 1982, 1988                                                             |
| 2        | USC            | 1983, 1984                                                             |
| 2        | Notre Dame     | 2001, 2018                                                             |
| 1        | Old Dominion   | 1985                                                                   |
| 1        | Texas          | 1986                                                                   |
| 1        | Texas Tech     | 1993                                                                   |
| 1        | North Carolina | 1994                                                                   |
| 1        | Purdue         | 1999                                                                   |
| 1        | Maryland       | 2006                                                                   |
| 1        | Texas A&M      | 2011                                                                   |
| 1        | LSU            | 2023                                                                   |

### Final Fours da NCAA por universidade
| Universidade      | Anos no Final Four | Número de Aparições | Títulos |
| ----------------- | --- | ------------------- | ------- |
| UConn             | 1991, 1995, 1996, 2000, 2001, 2002, 2003, 2004, 2008, 2009, 2010, 2011, 2012, 2013, 2014, 2015, 2016, 2017, 2019, 2021, 2022, 2024, 2025 | 23                  | 12      |
| Tennessee         | 1982, 1984, 1986, 1987, 1988, 1989, 1991, 1995, 1996, 1997, 1998, 2000, 2002, 2003, 2004, 2005, 2007, 2008                               | 18                  | 8       |
| Stanford          | 1990, 1991, 1992, 1995, 1996, 1997, 2008, 2009, 2010, 2011, 2012, 2014, 2017, 2021, 2022                                                 | 15                  | 3       |
| Louisiana Tech    | 1982, 1983, 1984, 1987, 1988, 1989, 1990, 1994, 1998, 1999                                                                               | 10                  | 2       |
| Notre Dame        | 1997, 2001, 2011, 2012, 2013, 2014, 2015, 2018, 2019                                                                                     | 9                   | 2       |
| South Carolina    | 2015, 2017, 2021, 2022, 2023, 2024, 2025                                                                                                 | 7                   | 3       |
| LSU               | 2004, 2005, 2006, 2007, 2008, 2023 | 6                   | 1       |
| Maryland          | 1982, 1989, 2006, 2014, 2015 | 5                   | 1       |
| Georgia           | 1983, 1985, 1995, 1996, 1999 | 5                   | 0       |
| Baylor            | 2005, 2010, 2012, 2019 | 4                   | 3       |
| Texas             | 1986, 1987, 2003, 2025 | 4                   | 1       |
| Duke              | 1999, 2002, 2003, 2006 | 4                   | 0       |
| Louisville        | 2009, 2013, 2018, 2022 | 4                   | 0       |
| USC               | 1983, 1984, 1986 | 3                   | 2       |
| Old Dominion      | 1983, 1986, 1997 | 3                   | 1       |
| North Carolina    | 1994, 2006, 2007 | 3                   | 1       |
| Purdue            | 1994, 1999, 2001 | 3                   | 1       |
| Auburn            | 1988, 1989, 1990 | 3                   | 0       |
| Iowa              | 1993, 2023, 2024 | 3                   | 0       |
| Oklahoma          | 2002, 2009, 2010 | 3                   | 0       |
| Virginia          | 1990, 1991, 1992 | 3                   | 0       |
| Western Kentucky  | 1985, 1986, 1992 | 3                   | 0       |
| Cheyney State     | 1982, 1984 | 2                   | 0       |
| Long Beach State  | 1987, 1988 | 2                   | 0       |
| Missouri State    | 1992, 2001 | 2                   | 0       |
| NC State          | 1998, 2024 | 2                   | 0       |
| Rutgers           | 2000, 2007 | 2                   | 0       |
| Alabama           | 1994 | 1                   | 0       |
| Arizona           | 2021 | 1                   | 0       |
| Arkansas          | 1998 | 1                   | 0       |
| California        | 2013 | 1                   | 0       |
| Louisiana-Monroe  | 1985 | 1                   | 0       |
| Michigan State    | 2005 | 1                   | 0       |
| Minnesota         | 2004 | 1                   | 0       |
| Mississippi State | 2017 | 1                   | 0       |
| Ohio State        | 1993 | 1                   | 0       |
| Oregon            | 2019 | 1                   | 0       |
| Oregon State      | 2016 | 1                   | 0       |
| Penn State        | 2000 | 1                   | 0       |
| Syracuse          | 2016 | 1                   | 0       |
| Texas A&M         | 2011 | 1                   | 1       |
| Texas Tech        | 1993 | 1                   | 1       |
| UCLA              | 2025 | 1                   | 0       |
| Vanderbilt        | 1993 | 1                   | 0       |
| Virginia Tech     | 2023 | 1                   | 0       |
| Washington        | 2016 | 1                   | 0       |

### Técnicos com mais títulos da NCAA no basquetebol feminino
| Técnico         | Universidade       | Títulos |
| --------------- | ------------------ | ------- |
| Geno Auriemma   | UConn              | 12      |
| Pat Summitt     | Tennessee          | 8       |
| Kim Mulkey      | Baylor (3) LSU (1) | 4       |
| Tara VanDerveer | Stanford           | 3       |
| Linda Sharp     | USC                | 2       |